# Kiełpin (Człuchów)

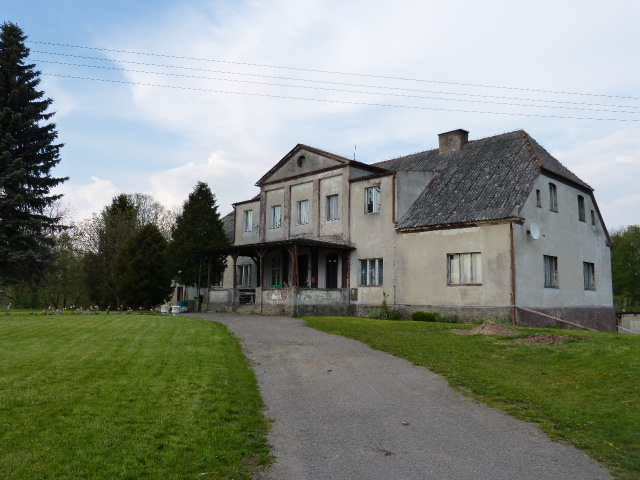
Ehem. Gutshaus in Kiełpin

Kiełpin (deutsch Woltersdorf, auch Waltersdorff, kaschubisch Kiéłpën) ist ein Dorf in der polnischen Woiwodschaft Pommern und gehört zur Landgemeinde Człuchów (Schlochau) im Powiat Człuchowski (Kreis Schlochau).

## Geographische Lage
Kiełpin liegt acht Kilometer nordöstlich der Stadt Człuchów (Schlochau), in unmittelbarer Nähe zur Bahnstrecke Chojnice–Runowo Pomorskie (Konitz–Ruhnow), die westlich verläuft. 

## Geschichte
Die Geschichte des Dorfes reicht bis in das Jahr 1352 zurück. Damals erschien der Ort in der Grenzbeschreibung des Dorfes Brzeźno (Deutsch Briesen). 1355 erfolgte die Besiedlung nach Kulmer Recht unter dem Komtur Heinrich von Thaba. 1380 verlieh der Deutsch Orden das Dorf einschließlich des Patronats an der Kirche gegen Zins an Jakob von Güntersberg, der in diplomatischer Mission für den Deutsch Orden tätig war. Zu Beginn des 15. Jahrhunderts wurde der Ort in einer Siedlungsurkunde von Pollnitz angeführt, damit begann seine Geschichte als Gutsdorf. Zur Zeit des Zweiten Thorner Friedens 1466 wurde das Dorf, das damit zum polnischen Teil Preußens gehörte, in zwei Anteile aufgeteilt: Kiełpin A und Kiełpin B (Kiełpinek bzw. Hasseln). Der Ort erholte sich nur schwer von den Folgen des Dreizehnjährigen Krieges. Zu Beginn des 16. Jahrhunderts waren für das Dorf lediglich 14 Bauern registriert. Endes des Jahrhunderts lagen die Hälfte aller Hofstellen wüst; lediglich 26 Höfe wurden bewirtschaftet. In dieser Zeit übernahm die Familie Manteuffel den Besitz von Dorf mit Patronat, Hütung, Jagd und Fischerei u. a. auf dem Tietzsee (Jezioro Wądzyńskie). Gleichzeitig hielt auch der evangelische Glaube in Kiełpin Einzug. Der Ortsname Kiełpin stammt vermutlich aus der Zeit, da die Familie ursprünglich aus Kiełpino (Kölpin) in Pommern stammte. 1650 wurde als Besitzer Krzysztow Manteuffel-Kiełpiński und ab 1669 Matthias von Manteuffel Kiełpiński angeführt. Ab den darauf folgenden Jahrhunderten wechselten die Besitzer des Gutsdorfes häufig. 1772 wurde Kiełpin preußisch. Zu Beginn des 19. Jahrhunderts zählte der Ort 19 Familien, da wurden Gut und Dorf Woltersdorf getrennt. 1928 die Gutsbezirke Woltersdorf und Hasseln wieder mit der damaligen Landgemeinde zusammengelegt. Nach dem Zweiten Weltkrieg wurde Woltersdorf unter polnische Verwaltung gestellt. Die Polen nannten den Ort wieder Kiełpin. Heute gehört der Ort zur Gmina Człuchów (Landgemeinde Schlochau) im Powiat Człuchowski. Das ehemalige Gut ist heute im staatlichen Besitz und wird von der Familie Babka von Gostomski bewirtschaftet.

## Entwicklung der Einwohnerzahl
- 1867: 112
- 1871: 209
- 1885: 201
- 1895: 199
- 1905: 219
- 1910: 176
- 1919: 210
- 1925: 236

## Schule
Der Ort hatte gemeinsam mit Kiełpinek ein Schulgebäude, das 1836 errichtet wurde. Zuletzt wurde die Schule nach einem Brand 1876 zweimal wieder aufgebaut. Um 1930 waren zwei Lehrerstellen besetzt. 

## Kirche
Die Bevölkerung in Woltersdorf war vor 1945 zur Hälfte katholischer Konfession. Sie hat bis heute eine eigene Kirche aus dem Jahr 1788, die den Apostel Andreas geweiht war und zuletzt 1886 saniert wurde. Bis zur Reformation war die katholische Kirche Pfarrkirche mit Filialen in Richnau (Rychnowy) und Pollnitz (Polnica). Danach änderte sie mit dem Gutsherren die Konfession. Bis zum Ende des 19. Jahrhunderts waren noch mehr als zwei Drittel der Bevölkerung evangelisch, da wurde der Ort nach Schlochau eingepfarrt.